# بازیلیونای
بازیلیونای (به لاتین: Bazilionai) یک شهرک در لیتوانی است که در ژمایتیا واقع شده‌است. بازیلیونای ۳۹۰ نفر جمعیت دارد.